# Sam Denby
Sam Denby là một YouTuber và podcaster người Mỹ, được biết đến với việc tạo ra các kênh YouTube Wendover Productions và Half as Interesting.

## Sự nghiệp

### Wendover Productions
Denby đã tạo ra kênh YouTube Wendover Productions vào ngày 11 tháng 2 năm 2010. Anh đã tải lên video đầu tiên của mình về vai trò của tâm lý học trong quảng cáo vào ngày 31 tháng 8 năm 2015. Denby đã tải lên hàng trăm video khác từ đó. Tính đến  tháng 2 năm 2020 anh có gần 2,5 triệu người đăng ký và gần 300 triệu lượt xem. Các video của anh phổ biến nhất là về giao nhận vận tải, đáng chú ý nhất là hàng không, cũng như địa lý và kinh tế.

### Half as Interesting
Vào ngày 31 tháng 8 năm 2017, Denby đã công bố việc tạo ra một kênh YouTube thứ hai có tên là Half as Interesting. Kênh ban đầu được ra mắt là phần tiếp theo của loạt video có tên "Danh sách Wikipedia đó" (That Wikipedia List) hoặc TWL, bao gồm các chủ đề mà Denby đã chọn từ Wikipedia:Các bài viết bất thường (Wikipedia:Unusual articles), nhưng nội dung của kênh mới sẽ không bị giới hạn trong danh sách đó. Video được phát hành 3 lần mỗi 2 tuần, mỗi thứ Năm và mỗi thứ Ba khác vào lúc 10:30 sáng theo giờ miền Đông (Bắc Mỹ)  và bao gồm nhiều chủ đề khác nhau.
Tính đến  tháng 3 năm 2020 kênh này có hơn 1,3 triệu người đăng ký và hơn 185 triệu lượt xem.

### Những công việc khác
Vào tháng 3 năm 2018, anh được mời tham gia quay video cùng nhà khoa học Neil deGrasse Tyson trong chương trình Startalk của Tyson, nơi Denby, Tyson và Chuck Nice nói về khả năng du hành giữa các vì sao. Đây cũng là thời gian Denby ra mắt kênh YouTube thứ ba của anh, Sam from Wendover.
Vào tháng 6 năm 2019, Denby đã tạo ra một podcast có tên là Extremities về logic của cuộc sống ở những nơi lạc lõng, xa xăm nhất thế giới. Phần đầu tiên là về đảo Pitcairn, bao gồm sáu tập. Phần 2 bắt đầu vào ngày 25 tháng 9 năm 2019 và nói về Svalbard. Phần 3 bắt đầu vào ngày 27 tháng 11 năm 2019 và nói về Saint Helena. Ngoài ra, vào ngày 31 tháng 12 năm 2019, Wendover Productions đã phát hành trên YouTube bộ phim tài liệu Sân bay hữu ích nhất thế giới, nói về nguồn gốc của sân bay St. Helena, những rắc rối với việc được chứng nhận sử dụng hoạt động, v.v. và còn nói về giá trị trong việc cứu hộ của sân bay với một bản di chúc từ mẹ của một bệnh nhân.
Trong cùng năm đó, anh và một số người sáng tạo nội dung giáo dục khác, phối hợp với nền tảng CuriosityStream, đã tham gia ra mắt video đăng ký dịch vụ theo yêu cầu có tên là Nebula, nơi lưu trữ nhiều video giống như phim tài liệu do chính những người sáng tạo nội dung tạo ra.

## Đời sống cá nhân
Mặc dù Denby được sinh ra ở Washington, DC, anh giải thích trong buổi ra mắt kênh YouTube thứ ba rằng anh đã sống ở Edinburgh, Scotland, trong ít nhất hai năm. Tính đến  tháng 4 năm 2018, anh đang theo học ngành kinh doanh quốc tế.